# Chadurie
 Chadurie  es una población y comuna francesa, en la región de Poitou-Charentes, departamento de Charente, en el distrito de Angoulême y cantón de Blanzac-Porcheresse.

## Demografía
| 517 | 449 | 408 | 417 | 474 | 484 |
| Para los censos de 1962 a 1999 la población legal corresponde a la población sin duplicidades (Fuente: INSEE [Consultar]) |     |     |     |     |     |